# Giorgio Andreotta Calò
Giorgio Andreotta Calò (Venezia, 27 giugno 1979) è un artista italiano.

## Biografia

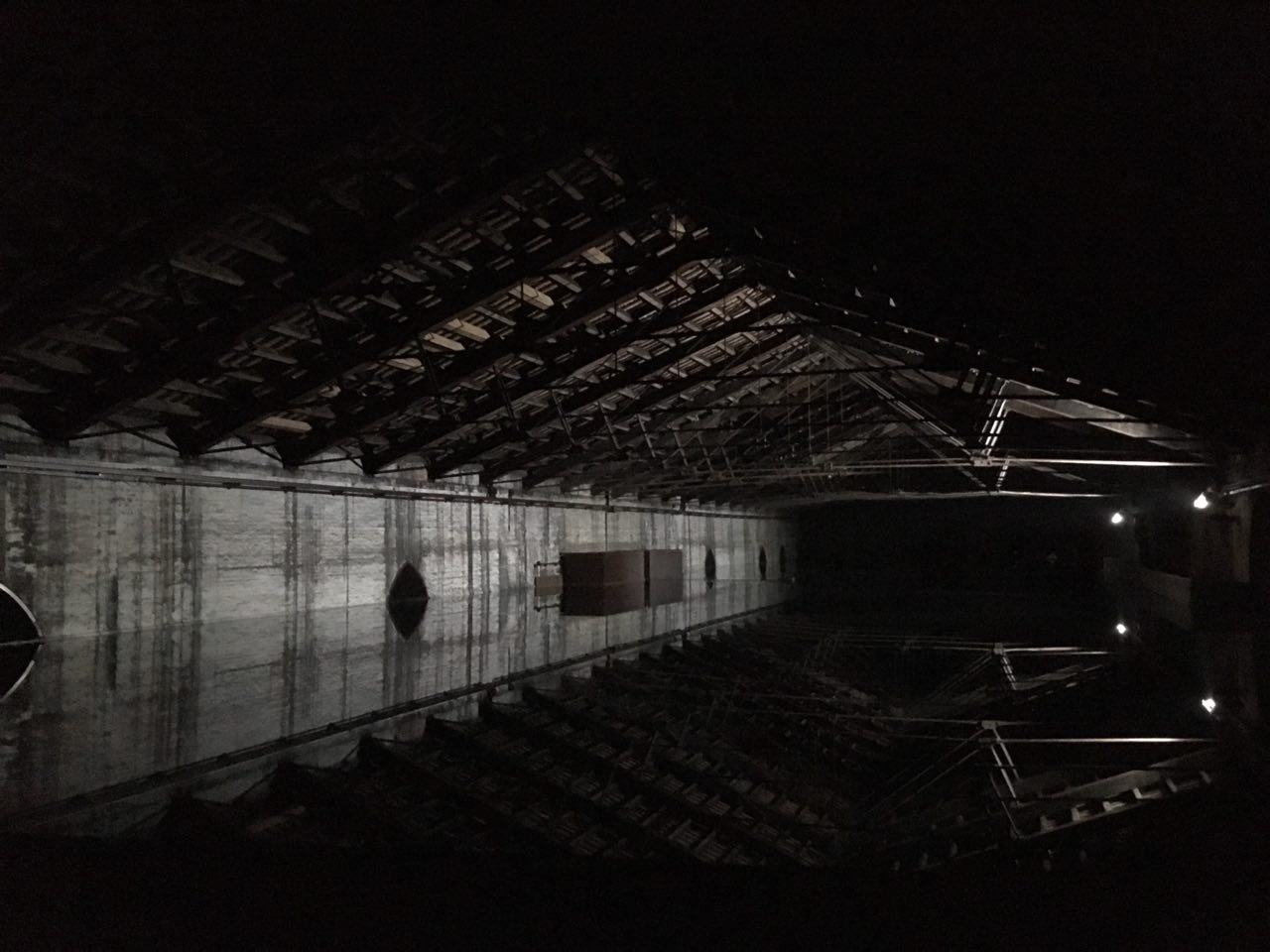
Senza Titolo (La fine del mondo), Giorgio Andreotta Calò

Giorgio Andreotta Calò nasce a Venezia nel 1979. Si forma tra Italia e Germania studiando scultura all'Accademia di Belle Arti di Venezia e alla Kunsthochschule di Berlino.
Dopo essersi diplomato, si trasferisce nei Paesi Bassi dove dal 2009 al 2011 sarà artista in residenza alla Rijksakademie van Beeldende Kunsten di Amsterdam; tra il 2012 e il 2013 si sposta in Francia, dove sarà in residenza presso il Centre National d'Art Contemporain di Villa Arson a Nizza.
Nel 2012 viene insignito con il Premio MAXXI per la sua installazione Prima che sia notte, mentre nel 2014 riceve il Premio New York, assegnato dal Ministero degli Affari Esteri.
Nel 2017 è uno dei tre artisti invitati da Cecilia Alemani, nota curatrice del programma di arte pubblica della High Line di New York, ad esporre al Padiglione Italia della 57ª Esposizione internazionale d'arte di Venezia per cui realizza l'installazione Senza Titolo (La fine del mondo): una struttura di ponteggi attraverso cui i visitatori accedono a un livello superiore da cui è possibile osservare l'architettura dell'Arsenale riflettersi in un ampio specchio di acqua.
Nel 2019 l'Hangar Bicocca ospita la sua mostra personale CittàdiMilano, curata da Roberta Tenconi. Oltre ad un ovvio riferimento al luogo che ospita la mostra, il titolo è un rimando alla nave Città di Milano, la prima unità posacavi italiana, che nel 1919 si incagliò nei pressi di Filicudi, di cui l'artista ha recuperato diverse immagini subacquee per l'installazione Senza titolo (Jona), che apre l'esposizione.

## Opere
- Volver (2008)
- Per Ogni Lavoratore Morto (2010)
- Scolpire il tempo (2010)
- Prima che sia notte (2011)
- DOGOD (2014, 2015, 2015-2016)
- Pinna Nobilis (2014-in corso)
- In Girum Imus Nocte (2014)
- Medusa (A) (2015)
- Medusa (B) (2015)
- Senza Titolo (La fine del mondo) (2017)
- Anastasis (άνάστασις) (2018)
- Senza Titolo (Cavi) (2019)
- Carotaggi Produttivo (2019)
- Senza Titolo (Jona) (2019)

## Principali mostre personali e collettive
- ILLUMInazioni/ILLUMInations, 54.ma mostra Internazionale d’Arte, La Biennale di Venezia, Venezia, 2011
- Ennesima, La Triennale di Milano, Milano, 2015
- 5122.65 miles, Depart Foundation, Los Angeles, 2016
- Il mondo magico, a cura di Cecilia Alemani, 57.ma mostra Internazionale d’Arte, La Biennale di Venezia, Venezia, 2017
- CittàdiMilano, a cura di Roberta Tenconi, Hangar Bicocca, Milano, 2019